# Amphipsylla vinogradovi
Amphipsylla vinogradovi är en loppart som beskrevs av Ioff 1928. Amphipsylla vinogradovi ingår i släktet Amphipsylla och familjen smågnagarloppor.

## Underarter
Arten delas in i följande underarter:
- A. v. vinogradovi
- A. v. gansuensis